# Boris Ėduardovič Nirenburg
Boris Ėduardovič Nirenburg (4 febbraio 1911 – 4 gennaio 1986) è stato un regista sovietico.

## Filmografia parziale

### Regista
- Soljaris (1968)
- Ognennyj most (1976)